# Rapporto sui limiti dello sviluppo
Il Rapporto sui limiti dello sviluppo (dal libro The Limits to Growth. I limiti dello sviluppo), commissionato al MIT dal Club di Roma, fu pubblicato nel 1972 da Donella Meadows, Dennis Meadows, Jørgen Randers e William W. Behrens III.
Il rapporto, basato sulla simulazione al computer World3, predice le conseguenze della continua crescita della popolazione sull'ecosistema terrestre e sulla stessa sopravvivenza della specie umana. Dal 6 giugno 2013 il libro in lingua inglese è disponibile sotto licenza Creative Commons Attribuzione Noncommerciale.

## Tesi del rapporto
In estrema sintesi, le conclusioni del rapporto sono:
1. Se l'attuale tasso di crescita della popolazione, dell'industrializzazione, dell'inquinamento, della produzione di cibo e dello sfruttamento delle risorse continuerà inalterato, i limiti dello sviluppo su questo pianeta saranno raggiunti in un momento imprecisato entro i prossimi cento anni. Il risultato più probabile sarà un declino improvviso ed incontrollabile della popolazione e della capacità industriale.
2. È possibile modificare i tassi di sviluppo e giungere ad una condizione di stabilità ecologica ed economica, sostenibile anche nel lontano futuro. Lo stato di equilibrio globale dovrebbe essere progettato in modo che le necessità di ciascuna persona sulla terra siano soddisfatte, e ciascuno abbia uguali opportunità di realizzare il proprio potenziale umano.

## Aggiornamenti
Nel 1992 è stato pubblicato un primo aggiornamento del Rapporto, col titolo Beyond the Limits (oltre i limiti), nel quale si sosteneva che erano già stati superati i limiti della "capacità di carico" del pianeta.
Un secondo aggiornamento, dal titolo Limits to Growth: The 30-Year Update è stato pubblicato il 1º giugno 2004 dalla Chelsea Green Publishing Company. In questa versione, Donella Meadows, Jørgen Randers e Dennis Meadows hanno aggiornato e integrato la versione originale, spostando l'accento dall'esaurimento delle risorse alla degradazione dell'ambiente. Nel 2008 Graham Turner, del Commonwealth Scientific and Industrial Research Organisation (CSIRO) Australiano, ha pubblicato una ricerca intitolata «Un paragone tra I limiti dello sviluppo e 30 anni di dati reali» in cui ha confrontato i dati degli ultimi 30 anni con le previsioni effettuate nel 1972, concludendo che i mutamenti nella produzione industriale e agricola, nella popolazione e nell'inquinamento effettivamente avvenuti sono coerenti con le previsioni del 1972 di un collasso economico nel XXI secolo.

### Limits to Growth: The 30-Year Update
A distanza di circa 30 anni, all'inizio degli anni 2000, il sistema di analisi è stato esteso, aggiungendo una mole maggiore di dati aggiornati e più moderni strumenti di calcolo. Sulla base di questi, nel 2004 è stato pubblicato un volume di aggiornamento intitolato Limits to Growth: The 30-Year Update (tradotto e pubblicato in Italia nel 2006 col titolo I nuovi limiti dello sviluppo) che fondamentalmente ricalcola e conferma i risultati precedenti.
Il recente aggiornamento del Rapporto si giova di due concetti affermatisi solo dopo la sua prima edizione: l'esigenza di uno sviluppo sostenibile (affermata per la prima volta nel Rapporto Brundtland del 1987) e la misurazione dell'impatto dell'uomo sulla Terra mediante l'impronta ecologica (tecnica introdotta da Mathis Wackernagel e altri nel 1996); si apre, in effetti, sottolineando che l'impronta ecologica ha iniziato a superare, intorno al 1980, la capacità di carico della Terra e la supera attualmente del 20%.
Come nelle edizioni precedenti, si usa l'approccio della Teoria dei sistemi; in particolare, si considerano gli andamenti di fenomeni soggetti a cicli di retroazione che li amplificano (retroazione positiva) o li smorzano (retroazione negativa). Ad esempio, la popolazione cresce per effetto di nuove nascite ma diminuisce se la mortalità supera la natalità; i beni strumentali crescono per nuovi investimenti, ma diminuiscono per logoramento ed obsolescenza.
Si ribadisce l'assunto fondamentale: la Terra non è infinita né come serbatoio di risorse (terra coltivabile, acqua dolce, petrolio, gas naturale, carbone, minerali, metalli, ecc.), né come discarica di rifiuti. La crescita della popolazione e della produzione industriale comporta sia il consumo delle risorse, sia l'inquinamento.
Il modello World3 viene usato per simulare il possibile andamento di popolazione, produzione industriale ed altre variabili mediante equazioni non lineari e cicli di retroazione. Nel Rapporto aggiornato vengono proposti 11 scenari diversi (numerati da 0 a 10), definiti dagli autori tutti "ottimistici" in quanto:
- il mondo viene considerato omogeneo, senza distinzioni né tra aree geografiche né tra regioni ricche e regioni povere;
- non si considerano limiti "sociali" quali guerre, scioperi, lotte per il potere, conflitti etnici, corruzione, uso di droghe, criminalità, terrorismo
- non sono contemplati eventi catastrofici imprevedibili quali inondazioni, terremoti, eruzioni vulcaniche, incidenti nucleari, pandemie.

#### Scenario 0:Inputeoutputinfiniti
Viene usato solo per mostrare che, se si assume che le risorse necessarie alla produzione industriale ed il conseguente inquinamento diminuiranno sempre più, che la produttività della terra aumenterà indefinitamente, che lo spazio sottratto all'agricoltura dagli insediamenti abitativi diminuirà progressivamente, allora non ci sono limiti allo sviluppo. Le ipotesi vengono peraltro considerate irrealistiche, soprattutto perché, pur ammettendo che la tecnologia sia in grado di evolvere al punto da offrire soluzioni efficaci ed economiche a problemi quali l'inquinamento, è comunque normalmente necessario che un problema venga percepito perché se ne cerchi, e poi si trovi, una soluzione, e l'esperienza anche recente mostra che:
- la percezione di un problema e la condivisione della necessità di una soluzione richiedono tempo (nell'ordine di decenni) e si scontrano con resistenze di vario tipo;
- il problema può richiedere tempi di soluzione molto lunghi, anche quando sia stato pienamente riconosciuto e si siano poste in atto efficaci contromisure.

Gli autori propongono l'esempio dell'assottigliamento dello strato di ozono e della comparsa del buco dell'ozono causati dai clorofluorocarburi.
I clorofluorocarburi vennero introdotti nel 1928. Solo nel 1974 si scoprì che potevano danneggiare lo strato di ozono. Nel 1978 venne vietato negli Stati Uniti l'uso dei clorofluorocarburi (CFC) nelle bombolette spray, ma continuò il loro utilizzo in altri paesi e in altri settori industriali. Il buco dell'ozono venne scoperto nel 1984, il primo protocollo internazionale per la progressiva eliminazione dei CFC venne firmato nel 1987, ma risultò troppo poco incisivo e venne modificato più volte. Infine la messa al bando dei CFC e l'introduzione di sostituti meno dannosi, sta dando risultati positivi; nel gennaio 2018 la NASA ha comunicato che il buco dell'ozono si è ridotto di circa il 20% dal 2005.

#### Scenario 1: Crisi delle risorse non rinnovabili
Per il consumo di materie prime si assume un andamento analogo a quello registrato nel XX secolo. Si osserva un graduale progresso che viene però bruscamente interrotto, nella prima metà del XXI secolo, dal costo sempre crescente delle risorse non rinnovabili (combustibili: petrolio, carbone, gas naturale, combustibile nucleare, e giacimenti d'acque fossili, minerali) e della necessità di dedicare crescenti spese allo sfruttamento di risorse sempre più scarse e sempre meno accessibili.

#### Scenario 2: Crisi da inquinamento
Si modifica lo scenario 1 ipotizzando che le risorse non rinnovabili siano il doppio, considerando la presenza di giacimenti non ancora scoperti, ciò consentirebbe un loro sfruttamento prolungato. Si ha anche in questo caso un progresso bruscamente interrotto nella prima metà del XXI secolo, ma questa volta per effetto dell'inquinamento. L'inquinamento avrebbe conseguenze negative sia dirette (sulla salute umana) sia indirette, queste ultime soprattutto per la diminuzione della fertilità del suolo (causata, ad es., da accumulo di metalli pesanti o sostanze chimiche di sintesi a lunga persistenza, acidificazione delle piogge, alterazioni climatiche, assottigliamento dello strato di ozono).

#### Scenario 3: Crisi alimentare
Si modifica lo scenario 2 ipotizzando che il progresso tecnologico consenta di ridurre progressivamente l'inquinamento. Si ha ancora una crisi, anche se con qualche decennio di ritardo e di tipo diverso rispetto allo scenario 2 (crollo della quantità di alimenti pro capite), in quanto la popolazione cresce comunque più rapidamente della produzione agricola. Ciò accade sia perché la tecnologia affronta con ritardo le varie forme d'inquinamento (si veda il caso dell'ozono), sia perché gli insediamenti abitativi sottraggono terreno all'agricoltura.

#### Scenario 4: Crisi da erosione
Si modifica lo scenario 3 aggiungendo un impiego della tecnologia per sostenere la produttività agricola della terra. Si ha però anche in questo caso un esito simile a quello dello scenario 2 (ma nella seconda metà del secolo XXI) in quanto, sul lungo periodo, il crescente sfruttamento della terra provoca, paradossalmente, un collasso nella produttività agricola per via dell'erosione dei suoli.

#### Scenario 5: Crisi multipla
Si modifica lo scenario 4 aggiungendo interventi per proteggere la terra dall'erosione, ma si ottiene comunque un collasso per effetto di più crisi: scarsità di risorse naturali e di cibo, costi crescenti.

#### Scenario 6: Crisi da costi
Si modifica lo scenario 5 aggiungendo tecnologie per l'economizzazione delle risorse naturali. Si ritarda la crisi che però incombe comunque, alla fine del XXI secolo, per i costi crescenti degli interventi finalizzati a sostenere la produzione agricola e per contrastare l'inquinamento, l'erosione e la scarsità delle risorse naturali. In questa simulazione si può notare che la situazione di fine secolo prevede valori di: speranza di vita, beni pro-capite e servizi pro-capite praticamente identici a quelli di inizio secolo mentre prevede solo una maggiore quantità di alimenti pro-capite (circa 1/4 in più); come dire che "il formidabile programma di ecoefficienza" attuato da un'umanità virtuosa serve solo per ritrovarsi più o meno nella stessa situazione di inizio secolo per quel che riguarda gli indici fondamentali di benessere umano.

#### Scenario 7: Programmazione familiare
Si ritorna allo scenario 1 per esaminare gli effetti di possibili misure atte ad evitare gli esiti degli scenari precedenti, iniziando con l'assumere che tutte le coppie del mondo decidano di avere in media due figli in modo da ridurre l'impatto di una crescita esponenziale della popolazione. Ciò consente di garantire migliori condizioni di vita, ma si ha comunque un'inversione di tendenza, come nello scenario 2, a causa del crescente inquinamento.

#### Scenario 8: Moderazione degli stili di vita
Si modifica lo scenario 7 aggiungendo l'ipotesi che "tutti", nel mondo, si attestino su un livello di consumi poco superiore a quello "medio" dell'anno 2000 (da notare che si tratta di un'ipotesi non solo di "moderazione", ma anche di "perequazione"). Si ottengono così favorevoli condizioni per circa un trentennio, ma si perviene poi comunque ad un collasso a causa di un'impronta ecologica troppo elevata.

#### Scenario 9: Utilizzo più efficiente delle risorse naturali
Si modifica lo scenario 8 aggiungendo tutti gli interventi previsti nello scenario 6 (abbattimento dell'inquinamento, accrescimento della resa delle terre con tutela dei suoli, economizzazione delle risorse naturali). L'effetto è nettamente migliore, grazie alla minore pressione demografica ed alla moderazione nei consumi, al punto che si delinea una situazione sostenibile prima della metà del XXI secolo. Si tratta, secondo gli autori, di uno scenario concretamente perseguibile ed anche desiderabile, nonostante la sostenibilità venga raggiunta solo dopo un andamento oscillante, non indolore, della produzione agricola e della disponibilità di beni di consumo e alimenti pro-capite.

#### Scenario 10: Tempestività
Lo scenario 10 è in tutto analogo allo scenario 9 con una sola differenza: s'ipotizza che le azioni lì intraprese (programmazione familiare, moderazione degli stili di vita, abbattimento dell'inquinamento, accrescimento della resa delle terre con tutela dei suoli, utilizzo più efficiente delle risorse) siano state poste in essere già nel 1982. L'effetto è ancora migliore, in quanto si raggiunge una situazione sostenibile già all'inizio del XXI secolo e con minori oscillazioni.

#### Rivoluzione sostenibile
Gli autori sostengono, in sintesi, che si deve accettare l'idea della finitezza della Terra, che è necessario intraprendere più azioni coordinate per gestire tale finitezza, che gli effetti negativi dei limiti dello sviluppo rischiano di diventare tanto più pesanti quanto più tardi si agirà.
Ricordano, al riguardo, che vi sono stati due precedenti:
- la rivoluzione agricola, che vide i nomadi del mesolitico insediarsi e inventare l'agricoltura e l'allevamento del bestiame, dando vita al neolitico;
- la rivoluzione industriale, che risolse i timori di Thomas Malthus sulla sovrappopolazione grazie ad un enorme sviluppo della produttività;

e prospettano quindi una "rivoluzione sostenibile" di lunga durata come le precedenti, per nulla simile a cambiamenti repentini come la rivoluzione francese, in grado di dare nuove risposte al problema millenario della vita umana sulla Terra. Notano, tuttavia, che la "rivoluzione sostenibile" dovrà essere accompagnata ben più delle precedenti dalla consapevolezza della sua necessità e degli obiettivi di massima da raggiungere.
Gli autori rifiutano l'obiezione secondo la quale la tecnologia ed i meccanismi automatici del mercato sono sufficienti ad evitare il collasso del sistema. Propongono al riguardo l'esempio della pesca: lo sfruttamento sempre più intenso di una risorsa naturale di per sé rinnovabile ha condotto al depauperamento della fauna ittica, al punto che il prodotto della pesca comincia a diminuire. La tecnologia ha reso la pesca sempre più aggressiva (sonar, individuazione di branchi tramite satelliti, ecc.), il mercato ha reagito alla scarsità aumentando il prezzo, trasformando così un alimento per poveri in un alimento per ricchi.
In generale sarebbe possibile ipotizzare un esito analogo su più ampia scala (consumi crescenti da parte dei "ricchi", a prezzi elevati per effetto della scarsità delle risorse, impoverimento della maggioranza), che però non sarebbe sostenibile. Gli autori ricordano, infatti, che di norma la pianificazione familiare viene praticata dove si può godere di un'adeguata sicurezza, mentre i tassi di natalità sono alti quando le condizioni di vita sono difficili. Una società sostenibile, dicono, deve anche essere una società solidale e con diseguaglianze contenute: ricchezze eccessive inducono comunque un consumo sostenuto delle risorse naturali ed un crescente inquinamento, mentre una povertà diffusa esporrebbe il pianeta al peso insostenibile di una crescita esponenziale della popolazione.

## Impatto del rapporto
I due rapporti realizzati dal MIT per il Club di Roma, pubblicati negli anni della grande crisi petrolifera e nel mezzo dell'unica crisi dei mercati cerealicoli della seconda metà del secolo, produssero immensa attenzione ma l'essenza del messaggio, la previsione che dopo l'anno 2000 l'umanità si sarebbe scontrata con la rarefazione delle risorse naturali, fu sostanzialmente rigettata dalla cultura economica internazionale, compresi illustri premi Nobel quale l'economista Amartya Sen, assolutamente convinti che lo sviluppo tecnologico avrebbe sopperito a ogni rarefazione di risorse.
Solo pochi analisti degli equilibri tra disponibilità e impiego di risorse naturali avrebbero continuato nei decenni successivi a ispirare il proprio lavoro di indagine e prospezione al "teorema" del MIT: si può ricordare negli Stati Uniti Lester Brown.
L'analisi non comprende gli aspetti di crisi economica e finanziaria come: un'elevata inflazione globale, la minaccia di una recessione in tutto il mondo, crisi creditizia, con conseguente crollo di fiducia dei mercati borsistici, licenziamenti e disoccupazione.

## Premi
Dennis Meadows è il coautore del rapporto al Club di Roma I limiti dello sviluppo e ha ricevuto il prestigioso "Japan Prize" per il 2009 per il rapporto.

## Nella cultura di massa
Il rapporto realizzato dal Massachusetts Institute of Technology è stato d'ispirazione per il singolo musicale Map of the Problematique del gruppo inglese Muse.